# Барнетт, Эрин (журналистка)
Э́рин Изабе́ль Ба́рнетт (англ. Erin Isabelle Burnett; 2 июля 1976, Мардела-Спрингс, Мэриленд, США) — американская журналистка. Ведущая новостной программы Erin Burnett OutFront на канале CNN.

## Биография и карьера
Эрин Изабель Барнетт родилась 2 июля 1976 года в Мардела-Спрингсе (штат Мэриленд, США) в семье юристов Кеннета Кинга Барнетта и Эстер Маргарет Барнетт (в девичестве Стюарт). В 1994 году Эрин окончила среднюю школу St. Andrew, а позже колледж Williams.
Эрин начала свою карьеру в качестве финансового аналитика для «Goldman Sachs» в инвестиционно-банковском подразделение, где она работала по слияниям и поглощениям и корпоративным финансам.
С 21 декабря 2012 года Эрин замужем за финансистом Дэвидом Рубалотта, с которым она встречалась 9 лет до их свадьбы. У супругов есть трое детей: сын Найл Томас Барнетт-Рубалотта (род. 29.11.2013), дочь Колби Изабель Барнетт-Рубалотта (род. 18.07.2015) и ещё один сын — Оуэн Томас Барнетт-Рубалотта (род. 20.08.2018).